# Claudio Gentile
Claudio Gentile (Trípoli, 27 de setembro de 1953) é um ex-jogador de futebol e treinador italiano.

## Carreira

### Clubes
Era apelidado de Gaddafi por ter nascido na Líbia, já uma ex-colônia italiana. Tornou-se conhecido pela dura marcação que exercia nos adversários. Foi na Juventus, onde jogou 11 anos, que fez mais sucesso, tendo conquistado no clube seis campeonatos italianos, duas Copa da Itália, uma Recopa Europeia e uma Copa da UEFA. Saiu do clube em 1984 e encerraria a carreira três anos depois, após passar por Fiorentina e Piacenza.

### Seleção Italiana
Apesar da fama de virulento que carregou ao longo da carreira, Claudio Gentile formou junto com Dino Zoff, Gaetano Scirea e Antonio Cabrini, um das linhas defensivas mais sólidas da história do esporte, culminando com a conquista da Copa do Mundo de 1982 na Espanha. Gentile jogou 450 partidas no total e curiosamente recebeu apenas um cartão vermelho, por ter posto a mão na bola. Ele foi técnico da seleção sub-21 da Itália de 2000 a 2006, vencendo o Campeonato Europeu na edição de 2004.

## Títulos

### Jogador
Juventus
- Serie A: 1974–75, 1976–77, 1977–78, 1980–81, 1981–82, 1983–84
- Coppa Italia: 1978–79, 1982–83
- UEFA Cup: 1976–77
- UEFA Cup Winners' Cup: 1983–84

Itália
- FIFA World Cup: 1982

#### Individual
- UEFA European Championship Team of the Tournament: 1980
- FIFA World Cup All-star Team: 1982
- IFFHS ALL TIME DREAM TEAMS ITALY[4]

### Treinador
Itália Sub-21
- UEFA European Under-21 Championship: 2004
- Olympic Bronze Medal: 2004